# Prinz Adalbert-klass
Prinz Adalbert-klassen var en klass av två pansarkryssare som byggdes för den tyska kejserliga flottan enligt villkoren i den andra sjöfartslagen. De två fartygen var i hög grad baserade på den tidigare pansarkryssaren Prinz Heinrich, med en rad gradvisa förbättringar. Deras pansardesign reviderades något för att förbättra det inre skyddet och deras huvudbatteri bestod av fyra 21 cm kanoner i stället för de två 24 cm som Prinz Heinrich hade. De nya fartygen fick också kraftfullare framdrivningssystem, vilket gjorde dem något snabbare. Prinz Adalbert tillbringade sin tjänstgöring i fredstid som ett skytteutbildningsfartyg medan Friedrich Carl inledningsvis tjänstgjorde som flaggskepp för flottans spaningsstyrkor. År 1909 hade hon ersatts av modernare kryssare och anslöt sig till Prinz Adalbert som utbildningsfartyg.
Efter första världskrigets utbrott i juli 1914 mobiliserades båda fartygen; Friedrich Carl tilldelades kryssareskadern i Östersjön och sänktes snabbt av ryska sjöminor utanför Memel i november, även om de flesta i besättningen kunde räddas. Prinz Adalbert tjänstgjorde till en början i Nordsjön och stödde anfallet mot Yarmouth i november 1914 innan hon förflyttades till Östersjön för att ersätta sitt förlorade systerskepp. Prinz Adalbert torpederades av brittiska ubåtar två gånger under 1915. Den första torpedträffen, i juli, orsakade allvarliga skador och krävde långvariga reparationer. Den andra, i oktober, orsakade en explosion i det inre magasinet som förstörde fartyget och dödade nästan hela besättningen. Sexhundrasjuttiotvå man dödades, vilket var den största enskilda förlusten av liv för den tyska flottan i Östersjön under kriget; endast tre överlevde efter att fartyget sjunkit.

## Design

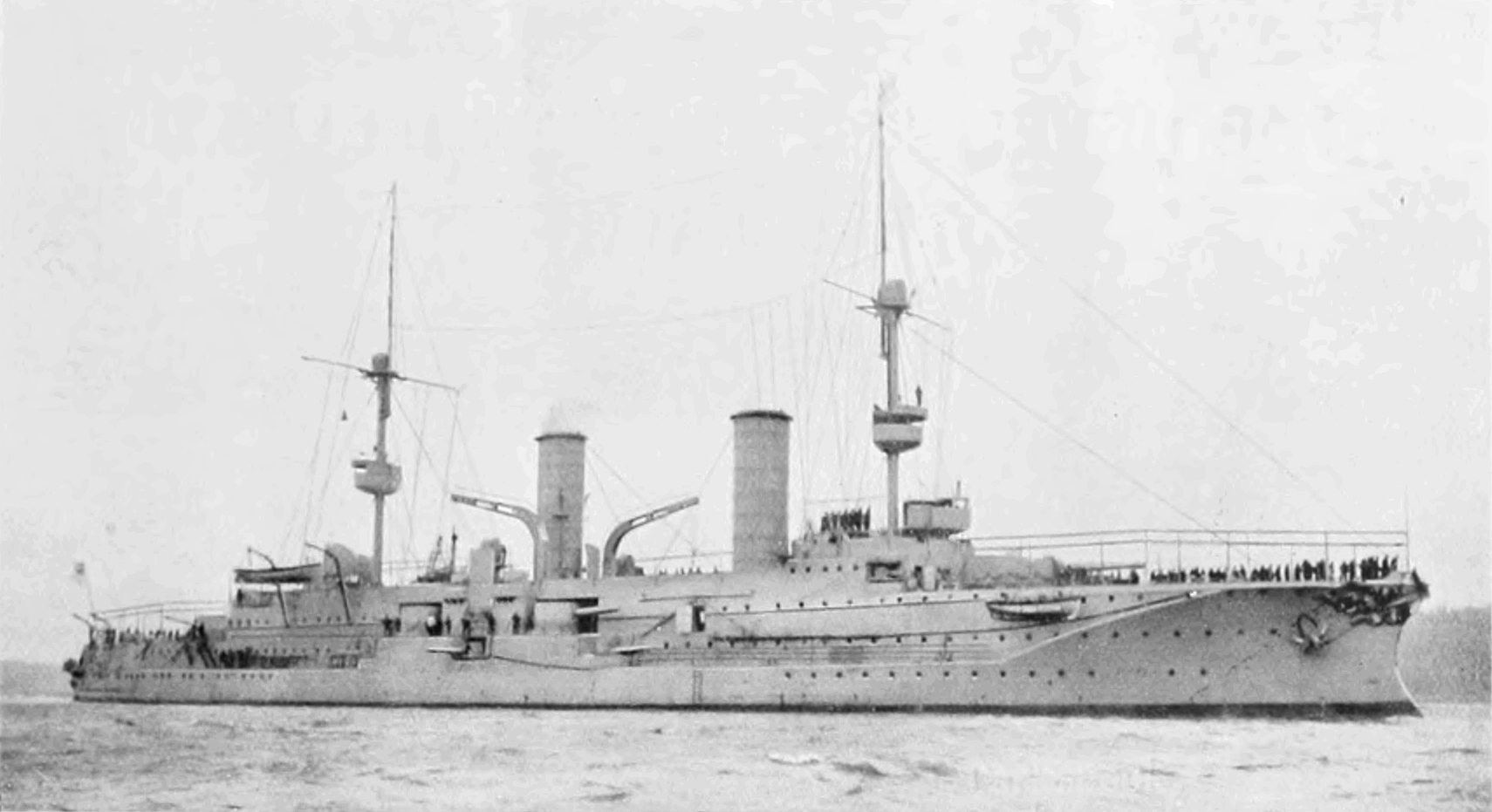
, föregångaren till Prinz Adalbert-klassen.

I den första tyska sjöfartslagen, som antogs 1898, planerades en styrka på tolv pansarkryssare som skulle tjänstgöra i de tyska kolonierna. Den tyska flottan behövde dock kryssare även för operationer med flottan och försökte konstruera fartyg som kunde uppfylla båda rollerna, främst på grund av budgetrestriktioner. Det första fartyget av 1898 års sjöfartslag, Prinz Heinrich, var en ändring av ett tidigare fartyg, Fürst Bismarck, som utrustades med färre kanoner och tunnare men mer omfattande pansar i en kompromiss för högre hastighet och lägre kostnad. Enligt lagen skulle en stor kryssare byggas per år, så arbetet påbörjades omedelbart med ett efterföljande fartyg för att uppfylla kravet.
Den efterföljande konstruktionen - Prinz Adalbert-klassen - utarbetades 1899-1900, och var en förbättring jämfört med Prinz Heinrich. Skrovets storlek och form var i stort sett identiska, men ändringar gjordes i beväpningen och pansarutformningen. Fyra snabbskjutande 21 cm kanoner i dubbla torn ersattes av det par långsammare 24 cm kanoner som var monterade enskilt på det äldre fartyget, eftersom konstruktörsstaben vid den här tiden hade börjat ifrågasätta det kloka i att begränsa det tunga kanonbatteriet till endast två kanoner. Kalibern 21 cm skulle förbli standard för alla efterföljande konstruktioner av pansarkryssare. Fartygets sekundära batteri behölls i stort sett detsamma som Prinz Heinrichs, bortsett från tillägget av ytterligare ett par 8,8 cm kanoner.
Pansaret förblev lika starkt som hos Prinz Heinrich, även om det var mer omfattande, den främsta förbättringen gällde det övre bältet, som var anslutet till huvudbatteriets barbetter genom snedställda pansarskott. Däckstjockleken ökade också, och ett nytt framdrivningssystem som var cirka 10 procent kraftfullare än Prinz Heinrichs ökade fartygens toppfart med 0,5 knop (0,93 km/h) jämfört med det tidigare fartyget.

### Generella egenskaper

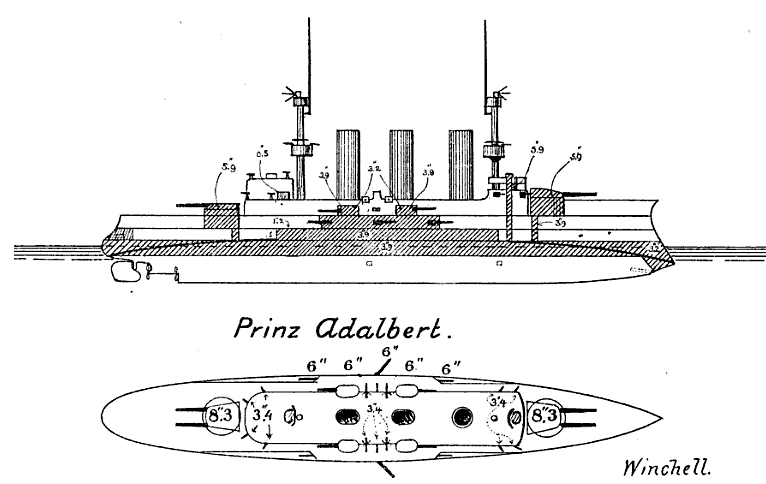
Ritning över Prinz Adalbert, de mörka områdena är bepansrade områden.

Fartygen i Prinz Adalbert-klassen var 124,9 meter långa vid vattenlinjen, 126,5 meter långa totalt och hade en bredd på 19,6 meter. Fartygen hade ett deplacement på 9 087 ton, men vid full last uppgick det till 9 875 ton. De hade ett djupgående på 7,43 meter framåt och 7,9 meter bakåt. Fartygens skrov var konstruerade av tvärgående och längsgående stålramar, över vilka skrovplåtarna av stål var nitade. Fartygen innehöll fjorton vattentäta skott och en dubbelbotten som sträckte sig över 60 procent av skrovets längd. Konstruktörerna återgick till att använda två tunga master som hade kastats bort i Prinz Heinrichs design.
Den tyska flottan ansåg att fartygen hade god sjövärdighet, med mjuka rörelser när fartygens nedre bränsletankar var fulla. Fartygen reagerade snabbt på kommandon från rodret och styrningen kontrollerades med ett enda roder. De förlorade upp till 60 procent av farten när rodret låg hårt, men led endast en minimal fartförlust i hård sjö. Fartygens kasematkanoner var placerade för lågt, vilket gjorde att de blev extremt våta även vid små svallvågor. De hade en tvärgående metacentrisk höjd på 0,734 meter. Fartygen hade en standardbesättning på 35 officerare och 551 värnpliktiga män, men när de tjänstgjorde som eskaderns flaggskepp kunde denna besättning utökas med ytterligare 9 officerare och 44 värvade män.
Prinz Adalbert och Friedrich Carl drevs av tre vertikala trecylindriga trippelexpansionsmotorer; den mittersta axeln drev en trebladig propeller med en diameter på 4,5 meter, medan de två yttre axlarna drev fyrbladiga propellrar med en diameter på 4,8 meter. Motorerna försörjdes med ånga från fjorton koleldade Dürr vattenrörspannor tillverkade av Düsseldorf-Ratinger Röhrenkesselfabrik, som leddes in i tre skorstenar. Jämfört med tidigare tyska kryssare var propelleraxlarna kortare och bättre anpassade till skrovet för att minska dragkraften, och de gjordes självbärande. Dessa förändringar införlivades i alla framtida kryssare och slagskepp som byggdes av kejserliga marinen.
Framdrivningssystemet hade 16 200 hästkrafter (16 000 ihp) för Prinz Adalbert och 17 000 hp (16 770 ihp) för Friedrich Carl och topphastigheter på 20 knop (37 km/h) respektive 20,5 knop (38,0 km/h). Båda fartygen uppnådde högre hästkrafter vid provturer, även om deras hastigheter inte förbättrades nämnvärt. Fartygen var konstruerade för att transportera 750 ton kol, men lagret kunde ökas till 1 630 ton. Detta möjliggjorde en maximal räckvidd på upp till 5 080 nautiska mil (9 410 km) vid en marschfart på 12 knop (22 km/h). Den elektriska kraften levererades av fyra generatorer med en total effekt på 246 kilowatt (330 hk) vid 110 volt.

### Bestyckning
Prinz Adalbert och Friedrich Carl var beväpnade med ett huvudbatteri med fyra 21 cm SK L/40-kanoner i två dubbla torn, en i vardera änden av huvudöverbyggnaden. De fyra kanonerna hade sammanlagt 340 patroner, dvs. 85 patroner per kanon. Tornen kunde sänkas till -5° och höjas till 30°, vilket gav en maximal räckvidd på 16 300 meter. 21 cm-kanonen avfyrade en 108 kg tung granat med en mynningshastighet på 780 meter per sekund. Fartygens sekundära beväpning bestod av tio 15 cm SK L/40-kanoner, alla placerade på sidorna av skrovet. Tre kanoner var monterade i kasematter mittskepps på vardera sidan, med ett par kanontorn över dem. Dessa kanoner var försedda med totalt 1 400 granater, eller 140 per kanon. Dessa kanoner avfyrade en projektil på 40 kilo med en utgångshastighet på 800 meter per sekund. Kanonerna kunde höjas till 30°, vilket gav en maximal räckvidd på 13 700 meter.
Fartygen hade också tolv 8,8 cm SK L/35-kanoner för närförsvar; dessa var placerade i grupper om fyra i skyddade fästen. Fyra kanoner var monterade runt det främre tornet, fyra var placerade runt de två bakre skorstenarna mittskepps och de sista fyra kanonerna var placerade ovanpå den bakre överbyggnaden. Dessa kanoner avfyrade en 7 kg tung granat med en utgångshastighet på 770 meter per sekund. De kunde höjas till 25° och kunde bekämpa mål upp till 9 090 meter.Fartygets bestyckning kompletterades av fyra 45 cm torpedtuber. De var monterade i fören, aktern och på varje bredsida och försedda med elva torpeder.

### Pansar
Pansaret som användes på de två fartygen tillverkades av Krupp. Huvudpansaret bestod av ett 50 mm tjockt lager teak, täckt av en 100 mm tjock stålplåt i den centrala delen, som täckte fartygens maskinrum och ammunitionsmagasin. Bältet reducerades till 80 mm i båda ändarna av den centrala delen; fören och aktern var oskyddade. Det pansrade däcket varierade i tjocklek från 40 mm till 80 mm. En sluttande pansarplåt, som var 50-80 mm tjock, förband däcket med det pansrade bältet. Fartygens kasematkanoner, som var placerade ovanför huvudbältet, skyddades av 100 mm tjock pansarplåt, liksom 15 cm-tornkanonerna. De två 21 cm kanonerna hade 150 mm tjocka sidor och 30 mm tak. Det främre besiktningstornet skyddades av 150 mm tjocka sidor och hade ett 30 mm tjockt tak. Det bakre besiktningstornet var mycket mindre skyddat, med endast 20 mm pansarskydd.

## Skepp i klassen
| Namn           | Varv                    | Påbörjad     | Sjösatt      | I tjänst         |
| -------------- | ----------------------- | ------------ | ------------ | ---------------- |
| Prinz Adalbert | Kaiserliche Werft, Kiel | april 1900   | 22 juni 1901 | 12 januari 1904  |
| Friedrich Carl | Blohm & Voss, Hamburg   | augusti 1900 | 21 juni 1902 | 12 december 1903 |

## Tjänstgöring
Prinz Adalbert togs i tjänst som ett skytteutbildningsfartyg för flottan efter att ha tagits i bruk, medan Friedrich Carl tjänstgjorde i den aktiva stridsflottans spaningsskvadron, till en början som dess flaggskepp. Friedrich Carl genomförde många långresor under denna period, bland annat för att eskortera kejsare Wilhelm II:s yacht Hohenzollern vid utlandsbesök. Ett av dessa var bland annat kejsarens besök i Marocko 1905 som ledde till Tangierkrisen. År 1909, när modernare kryssare började användas i flottan, anslöt sig Friedrich Carl till sitt systerfartyg som övningsfartyg och användes som torpedövningsfartyg. Under hela sin förkrigskarriär deltog fartygen i omfattande flottutbildning.

### Första världskriget

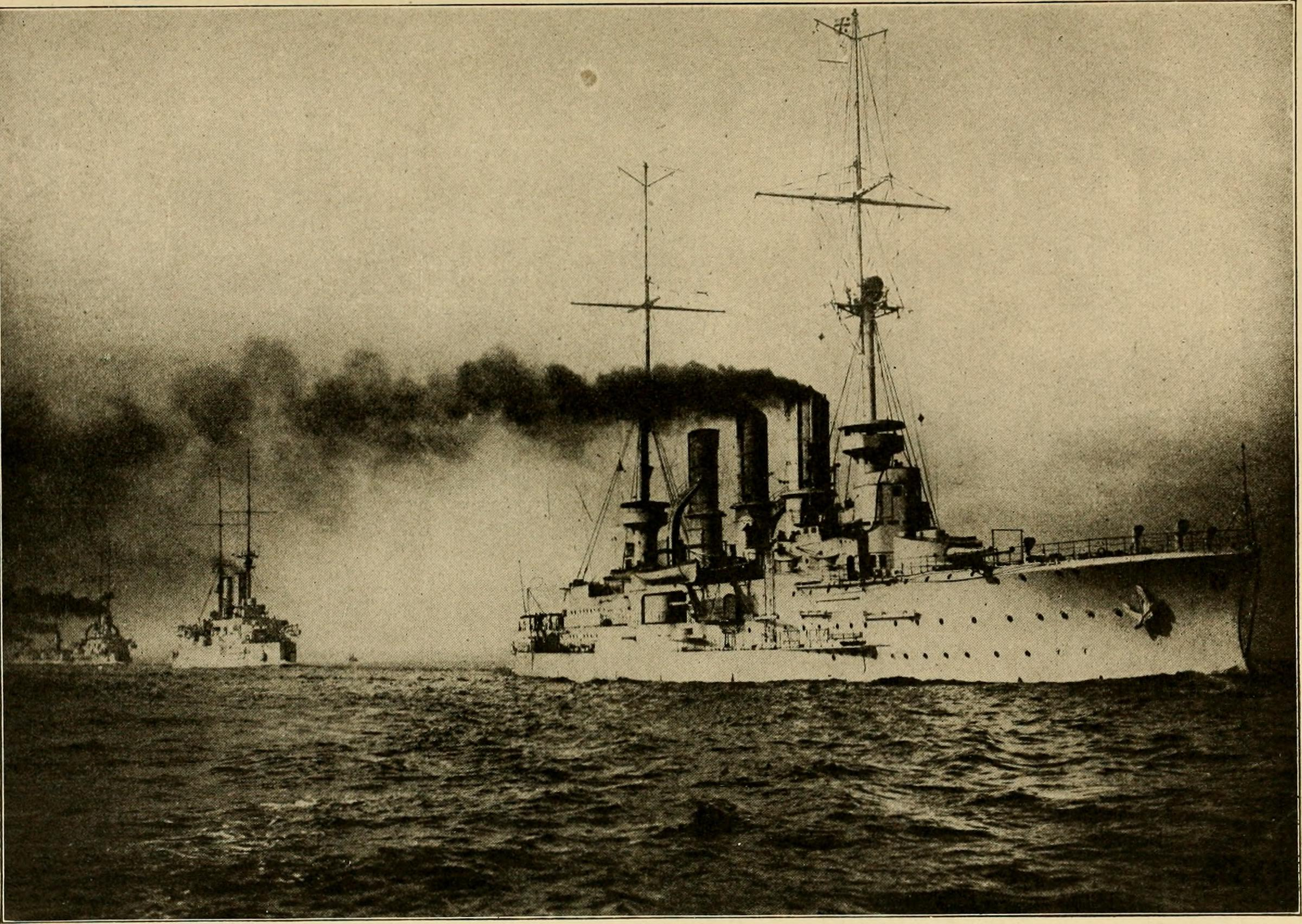
En av Prinz Adalbert kryssarna leder en linje av örlogsfartyg.

De två fartygen mobiliserades på nytt när första världskriget bröt ut i augusti 1914. Prinz Adalbert tilldelades till en början fjärde spaningsgruppen och växlade mellan Nordsjön och Östersjön för olika operationer, inklusive deltagande under räden mot Yarmouth i början av november. Friedrich Carl skickades till kryssardivisionen i Östersjön under ledning av Konteradmiral Ehler Behring, där hon tjänstgjorde som hans flaggskepp. Divisionen var baserad i Neufahrwasser i Danzig. Behring fick order om att attackera den ryska hamnen Libau, som man trodde fungerade som uppsamlingsplats för brittiska ubåtar. Den 17 november, när Friedrich Carl var på väg till Libau, träffade Friedrich Carl ett par ryska sjöminor utanför Memel. Fartygets besättning lyckades hålla kryssaren flytande tillräckligt länge för att närliggande fartyg skulle evakuera hela besättningen; endast sju man dödades i attacken. Operationen fortsatte dock som planerat och flera blockskepp sänktes i hamninloppet.
Efter Friedrich Carls förlisning överfördes Prinz Adalbert till kryssardivisionen och Behring övertog fartyget som sitt nya flaggskepp. Fartyget genomförde flera operationer mot ryska styrkor i södra Östersjön under första hälften av 1915, bland annat beskjutningar av Libau och stöd till minfartyg runt Rigabukten. Hon gick på grund utanför Steinort i januari men kunde ta sig loss. Efter att reparationerna var klara återgick hon till aktiv tjänst i mars. I maj stödde hon den tyska arméns anfall som intog Libau. Den 1 juli 1915 gick fartyget ut för att förstärka en tysk minröjningsoperation som hade attackerats av en rysk kryssarflottilj. Medan Prinz Adalbert var på väg med pansarkryssaren Prinz Heinrich torpederades hon av den brittiska ubåten E9. Skadorna var allvarliga, men kryssaren kunde återvända till Kiel för reparation.
Reparationerna var slutligen klara i september 1915. I slutet av månaden deltog hon i en insats i Finska viken som inte resulterade i några strider. Den 23 oktober var Prinz Adalbert på väg cirka 32 km väster om Libau i sällskap med ett par jagare när hon hittades av ubåten E8. E8 avfyrade ett antal torpeder på ett avstånd av cirka 1 200 meter, vilket detonerade fartygets ammunitionsmagasin. Explosionen förstörde fartyget, som sjönk omedelbart med 672 besättningsmän omkomna. Endast tre överlevde. Sänkningen var den största enskilda förlusten av människoliv för de tyska Östersjöstyrkorna under hela kriget.